# (8289) An-Eefje
(8289) An-Eefje est un astéroïde de la ceinture principale découvert le 3 mai 1992 à l'observatoire européen austral par l'astronome belge Henri Debehogne (1928-2007). Sa désignation provisoire était 1992 JQ3.
Il a été nommé en la mémoire de An Marchal et Eefje Lambrecks (voir : affaire Dutroux).